# أنخل باثكيث (مدرب كرة قدم)
كان أنخل باثكيث (الأرجنتين، وُلد في القرن 19 وتوفي في القرن 20) مدربًا أرجنتينيًا لكرة القدم، تولى تدريب منتخب بلاده بين 21 سبتمبر 1924 و25 ديسمبر 1925. في المجمل، قاد المنتخب في 12 مباراة، فاز في 5 منها، تعادل في 7، ولم يخسر في أي مباراة. حصل على المركز الثاني في بطولة أمريكا الجنوبية 1924، وشارك في الفوز باللقب مع باراغواي في نسخة 1925 من كأس روسا شيفالييه بوتيل. كما كان المدرب البدني للفريق الفائز ببطولة أمريكا الجنوبية 1925 (التي تُعرف حاليًا بكأس كوبا أمريكا). مثل العديد من المدربين في تلك الفترة، لم يكن يشرف على الجوانب التكتيكية للفريق، بل كان مسؤولًا عن التحضير البدني للاعبين.
في 21 سبتمبر 1924، قاد باثكيث أول مباراة له مع منتخب الأوروغواي، وكانت مباراة ودية بين الأرجنتين والأوروغواي في مونتيفيديو، وانتهت بالتعادل 1-1. بعد مباراتين أخريين مع المنتخب الأوروغوياني، واحدة انتهت بالتعادل والأخرى بالفوز، وجد باثكيث نفسه في مواجهة بطولة كوبا أمريكا 1924. لعبت الأرجنتين ثلاث مباريات في البطولة، فازت في واحدة وتعادلت في المباراتين الأخريين، مما جعلها تحتل المركز الثاني من بين أربعة فرق، بينما فازت الأوروغواي المضيفة بالبطولة. خلال كأس روسا شيفالييه بوتيل 1925، حصل باثكيث على تعادلين آخرين، وحقق اللقب مع منتخب باراغواي، الذي كان الفريق الآخر المشارك. وفي بطولة كأس أمريكا الجنوبية 1925، ساعد باثكيث، بصفته مدربًا رياضيًا، أميريكو تيسوريير، قائد المنتخب الوطني، وبالتالي كان يُعتبر مدربًا فنيًا للفريق.

## الإنجازات
- كأس روسا شيفالييه بوتيل 1925، بالاشتراك مع منتخب باراغواي.[5]
- كأس أمريكا الجنوبية 1925.